# Лухамаа (нулк)
Лу́хамаа (эст. Luhamaa nulk) — один из 12 нулков Сетумаа.

## География
Расположен частично на территории Эстонии в волости Сетомаа (до административной реформы местных самоуправлений 2017 года в волости Миссо) уезда Вырумаа и частично на территории России, в городском поселении Печоры (до 30 марта 2005 года в Паниковской волости Печорского района) (в 1918—1940 годах — на территории Печорского уезда Первой Эстонской Республики.

## История
В письменных источниках встречаются следующие связанные с Лухамаа упоминания: в 1790 году — Медведевъ ломъ (деревня), в 1890 году — Luha, въ Лому, в 1903 году — Luhamaa, 1904 года — Luhamaa nulk.  
Нулк расположен в западной части бывшей исторической Паниковской волости (на эст. — Панкьявица, эст. Pankjavitsa). В 1922 году его отделили от Печорского уезда и присоединили к волости Миссо уезда Вырумаа. В XIX веке нулк относился к приходам церкви Паниковичи (Pankjavitsa) и церкви Щемерицы (на эст. Сымеритса, эст. Sõmeritsa).

## Населённые пункты
В 1922 году в нулк Лухамаа входили 17 деревень общей численностью 846 жителей.
В настоящее время к нулку Лухамаа относятся 20 деревень: 
- на эстонской территории: Коорла,  Косса, Крийва, Лютя, Леймани, Мокра, Мяэси, Напи, Прунтова, Пырсты, Саагри, Тиасты, Тийлиге, Тоодси, Хиндса, Тсереби;
- на российской территории: Лобаны (на эст. Лабанды, эст. Labandõ), Лядинки (на эст. Ляэдинка, эст. Läädinka), Русский Бор (на эст. Моона, эст. Moona) и Янкино (на эст. Тсилли, эст. Tsilli).

## Число жителей

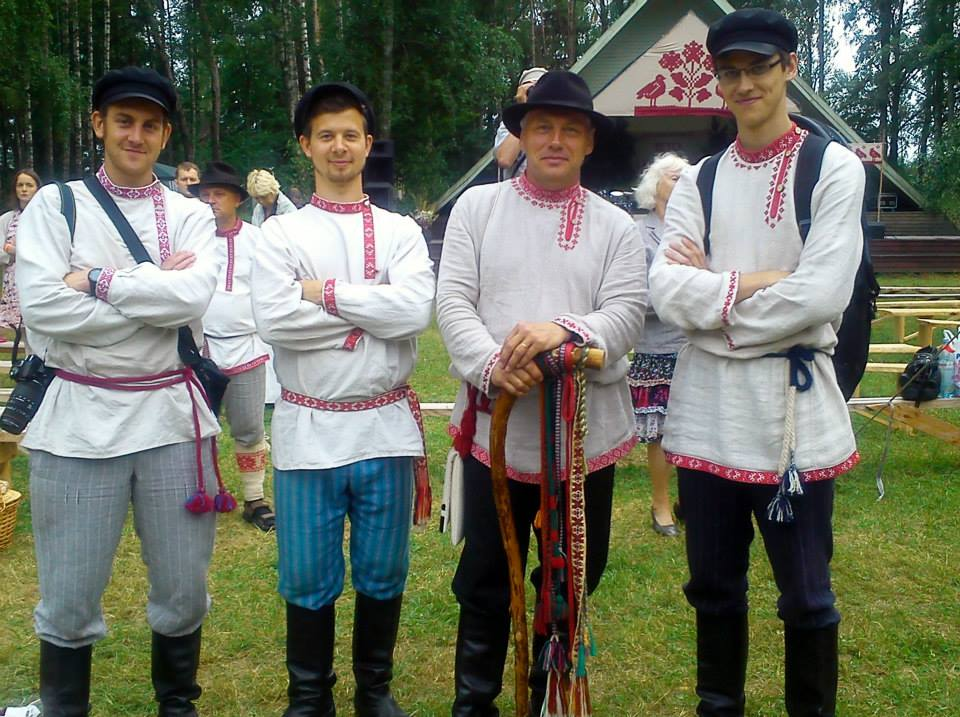
Мужчины в традиционных летних народных костюмах сету

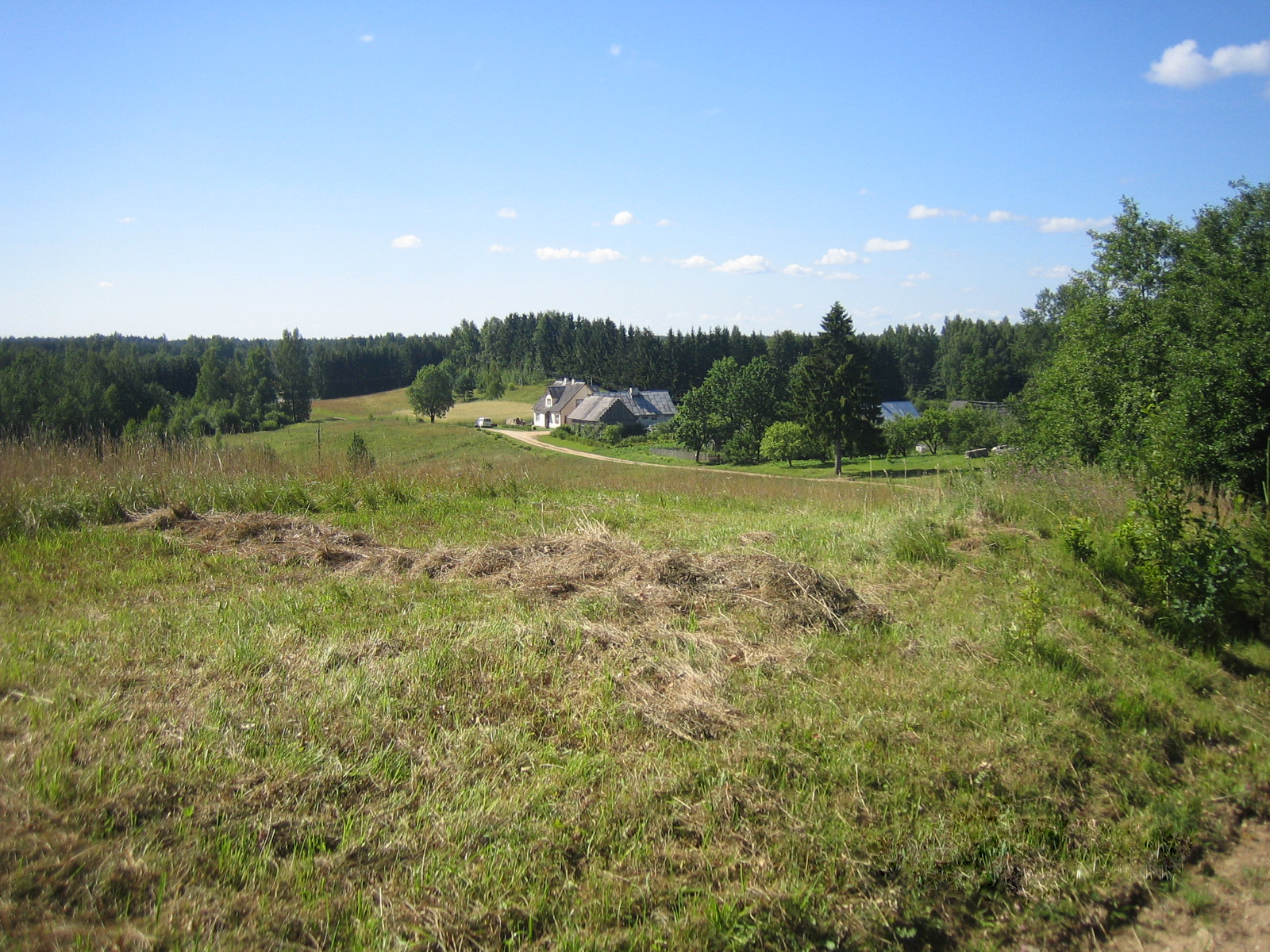
Деревня Мяэси

Число жителей деревень эстонской части нулка Лухамаа по данным переписей населения СССР, переписи населения 2000 года, переписи населения 2011 года и по данным волостной управы Сетомаа по состоянию на 1 мая 2020 года:
| Деревня  | 15.01.1959 | 15.01.1970 | 17.01.1979 | 19.01.1989 | 31.03.2000 | 31.12.2011 | 01.05.2020 |
| -------- | ---------- | ---------- | ---------- | ---------- | ---------- | ---------- | ---------- |
| Коорла   | 20         | 17         | .*         | .*         | 6          | 3          | 1          |
| Косса    | 14         | 6          | .*         | .*         | 3          | 0          | 1          |
| Крийва   | 114        | 26         | .*         | .*         | 14         | 6          | 4          |
| Леймани  | 38         | 28         | .*         | .*         | 10         | 7          | 7          |
| Лютя     | 53         | 65         | .*         | .*         | 6          | 5          | 6          |
| Мокра    | 62         | 41         | 49         | 28         | 17         | 7          | 9          |
| Мяэси    | 107        | 111        | 106        | 91         | 45         | 34         | 37         |
| Напи     | 49         | 23         | .*         | .*         | 14         | 7          | 7          |
| Прунтова | 40         | 21         | .*         | .*         | 11         | 11         | 12         |
| Пырсты   | 41         | 20         | .*         | .*         | 16         | 9          | 12         |
| Саагри   | 31         | 35         | .*         | .*         | 10         | 9          | 8          |
| Тиасты   | 17         | 14         | 53         | 46         | 6          | 7          | 1          |
| Тийлиге  | 57         | 42         | 78         | 40         | 14         | 8          | 8          |
| Тоодси   | 11         | 6          | .*         | .*         | 1          | 1          | 2          |
| Хиндса   | 61         | 31         | .*         | .*         | 19         | 8          | 9          |
| Цереби   | 36         | 30         | .*         | .*         | 11         | 4          | 7          |
| ВСЕГО    | 751        | 546        | 286        | 205        | 203        | 126        | 131        |

* После административно-территориальной реформы 1977 года до 1997 года входят в состав других деревень.
Число жителей русских деревень нулка Лухамаа по состоянию на 2010 год, чел.:
| Деревня     | 2010 год |
| ----------- | -------- |
| Лобаны      | 2        |
| Лядинки     | 1        |
| Русский Бор | 3        |
| Янкино      | 0        |
| Всего       | 6        |

## Происхождение топонима
На эстонском языке слово лухт (luht ~ luha) означает пойменный луг; область с влажными лугами и болотными окнами. Для объяснения русского слова лом эстонский этнограф и языковед Юри Труусманн приводит литовское слово loma («лужа», «низина»). Эстонский историк Энн Тарвель предлагает русское слово лом в значении «ложбина». В Псковской области есть несколько подобных названий, в частности хутор Ломище, деревня Лухново, деревня Луханово.